# Rocha
Rocha es una ciudad uruguaya, capital del departamento homónimo, ubicada en las orillas del arroyo de Rocha.

## Historia
Las primeras familias a las que se les adjudicó destino definitivo en estas tierras provenían principalmente de Galicia y el Principado de Asturias y las traían con el propósito de conquistar la costa patagónica. El vapor en el que viajaban tuvo que desembarcar en las costas de Maldonado. Las familias quedaron en situación de depósito transitorio, mientras la Real Hacienda se hacía cargo de los gastos de su estadía.
Don Rafael Pérez del Puerto, Ministro de la Real Hacienda, persona entendida en la técnica pobladora, en un informe de 1791, relata: 

en las cuarenta leguas entre San Fernando de Maldonado y  Santa Teresa no hay pueblo, capilla ni unión de gente, que sea capaz de contener los desórdenes que al abrigo de su escasa y desordenada población se cometen.

Para salvar este y otros perjuicios es que propone formar uno o dos pueblos compuestos de aquel número de familias que están sin asiento fijo. El 22 de noviembre de 1793, quedó elegido el lugar de emplazamiento del pueblo, el que corresponde a sus cuarenta chacras y el bolsón que hacía de ejido, llamado hasta hoy Rincón de los Barrios.
La modesta capilla de Nuestra Señora de los Remedios se crea el 23 de noviembre de 1794. El alma de la obra de la capilla fue el cura párroco de San Carlos, Manuel de Amenedeo Montenegro.
El terreno donde hoy ocupa la ciudad de Rocha perteneció a José Texeyra (Techera) Caballero y antes de 1790 a Manuel Balao y Vicente Machado quienes a requerimiento de Rafael Pérez del Puerto lo permutaron por otros campos pertenecientes a la Estancia del Rey.
El amanzanamiento se haría de acuerdo con las leyes de los reinos: cien cuadras de 100
varas de lado, subdivididas en solares de 25 varas de frente por 50 de fondo.
El 22 de noviembre de 1793, Pérez del Puerto parte para el “pago de Rocha”. Se supone que el
nombre de Nuestra Señora de los Remedios proviene de que se encomendó a ella antes de partir.

## Clima
| Parámetros climáticos promedio de Rocha (normales 1991-2020) | Parámetros climáticos promedio de Rocha (normales 1991-2020) | Parámetros climáticos promedio de Rocha (normales 1991-2020) | Parámetros climáticos promedio de Rocha (normales 1991-2020) | Parámetros climáticos promedio de Rocha (normales 1991-2020) | Parámetros climáticos promedio de Rocha (normales 1991-2020) | Parámetros climáticos promedio de Rocha (normales 1991-2020) | Parámetros climáticos promedio de Rocha (normales 1991-2020) | Parámetros climáticos promedio de Rocha (normales 1991-2020) | Parámetros climáticos promedio de Rocha (normales 1991-2020) | Parámetros climáticos promedio de Rocha (normales 1991-2020) | Parámetros climáticos promedio de Rocha (normales 1991-2020) | Parámetros climáticos promedio de Rocha (normales 1991-2020) | Parámetros climáticos promedio de Rocha (normales 1991-2020) |
| Mes                                                          | Ene.                                                         | Feb.                                                         | Mar.                                                         | Abr.                                                         | May.                                                         | Jun.                                                         | Jul.                                                         | Ago.                                                         | Sep.                                                         | Oct.                                                         | Nov.                                                         | Dic.                                                         | Anual                                                        |
| ------------------------------------------------------------ | ------------------------------------------------------------ | ------------------------------------------------------------ | ------------------------------------------------------------ | ------------------------------------------------------------ | ------------------------------------------------------------ | ------------------------------------------------------------ | ------------------------------------------------------------ | ------------------------------------------------------------ | ------------------------------------------------------------ | ------------------------------------------------------------ | ------------------------------------------------------------ | ------------------------------------------------------------ | ------------------------------------------------------------ |
| Temp. máx. media (°C)                                        | 28.1                                                         | 27.4                                                         | 25.8                                                         | 22.6                                                         | 19.3                                                         | 16.4                                                         | 15.5                                                         | 17.2                                                         | 18.2                                                         | 20.8                                                         | 23.7                                                         | 26.7                                                         | 21.8                                                         |
| Temp. media (°C)                                             | 22.4                                                         | 22.0                                                         | 20.5                                                         | 17.6                                                         | 14.4                                                         | 11.8                                                         | 10.9                                                         | 12.3                                                         | 13.3                                                         | 15.8                                                         | 18.2                                                         | 20.9                                                         | 16.7                                                         |
| Temp. mín. media (°C)                                        | 16.7                                                         | 16.6                                                         | 15.2                                                         | 12.6                                                         | 9.6                                                          | 7.2                                                          | 6.3                                                          | 7.3                                                          | 8.4                                                          | 10.8                                                         | 12.7                                                         | 15.0                                                         | 11.5                                                         |
| Precipitación total (mm)                                     | 111                                                          | 109                                                          | 135                                                          | 119                                                          | 108                                                          | 114                                                          | 108                                                          | 106                                                          | 96                                                           | 103                                                          | 91                                                           | 87                                                           | 1284.8                                                       |
| Días de precipitaciones (≥ 1mm)                              | 7                                                            | 8                                                            | 8                                                            | 8                                                            | 8                                                            | 8                                                            | 8                                                            | 8                                                            | 7                                                            | 8                                                            | 7                                                            | 6                                                            | 91                                                           |
| Fuente: Instituto Uruguayo de Meteorología                   |                                                              |                                                              |                                                              |                                                              |                                                              |                                                              |                                                              |                                                              |                                                              |                                                              |                                                              |                                                              |                                                              |

## Actividad turística
El departamento de Rocha tiene numerosos balnearios sobre la costa atlántica y la ciudad de Rocha hace las veces de nodo de transporte carretero. En marzo de 2016 comenzó la construcción de una terminal de ómnibus.

## Población
De acuerdo al censo oficial del año 2011, la ciudad de Rocha contaba con una población de 25 422 habitantes.
| 12 200        | 19 484 | 21 502 | 24 013 | 26 017 | 25 538 | 25 422 |
| (Fuente: INE) |        |        |        |        |        |        |

## Sociedad

### Deporte
En el fútbol se destaca el Rocha Fútbol Club, que ganó el Torneo Apertura del Campeonato Uruguayo de Segunda División en el año 2003 y el Torneo Apertura del Campeonato Uruguayo de Primera División en el año 2005. El Rocha Fútbol Club fue el primer equipo del interior del país en conseguir un título en primera división y el primero del interior en participar en la Copa Libertadores de América.
Rocha también cuenta con una liga de fútbol. En esta liga los "grandes" son Palermo, uno de los más grandes del interior, y Lavalleja. Rocha tiene, además, una liga de fútbol infantil (baby fútbol) integrada por Palermo, Lavalleja, Artigas, Tabaré, Rocha Athletic Club y Deportivo La Paloma. La ciudad cuenta con dos estadios municipales: el Dr. Mario Sobrero y el Tenis. También existen muchas otras canchas menores que no llegan a ser consideradas estadios.
Rocha tiene una selección de baloncesto y un equipo de ciclismo, entre otras muchas disciplinas.
Los centros deportivos o gimnasios más importantes son el Club Unión, el CADER y el Polideportivo Rocha, que es el más concurrido. Ofrece natación y deportes acuáticos, sala de musculación, fútbol, baloncesto, voleibol, mesas de ping pong, gimnasia común, gimnasias especiales y aeróbica, karate y boxeo, entre otros.

### Música
Los Zucará fue un dúo integrado por Humberto Piñeiro y Julio Víctor González de música popular y folclórica. Durante treinta años fue uno de los pilares de la música esteña, que representa a los departamentos de Lavalleja, Treinta y Tres, Maldonado y Rocha. El dúo trabajó en estrecha relación con los poetas Lucio Muniz y Enrique Silva.

## Rochenses famosos
- Javier Barrios Amorín, político
- José Pedro Cardoso, médico y político
- Gladys Castelvecchi, poetisa
- Alberto Demicheli, abogado y político
- Eduardo Dieste, escritor y diplomático
- Carlos Julio Eizmendi, violinista
- José Andrés Fleurquín, futbolista
- José Korzeniak, abogado y político
- Héctor Lorenzo y Losada, político
- Carlos Malo, cantante
- Bernardino Olid, militar
- Carlos Julio Pereyra, político
- Manuel Rodríguez Correa, ingeniero y político
- Jesús Toscanini, futbolista
- Pedro Vaz, diplomático y político
- Constancio C. Vigil, escritor

## Galería

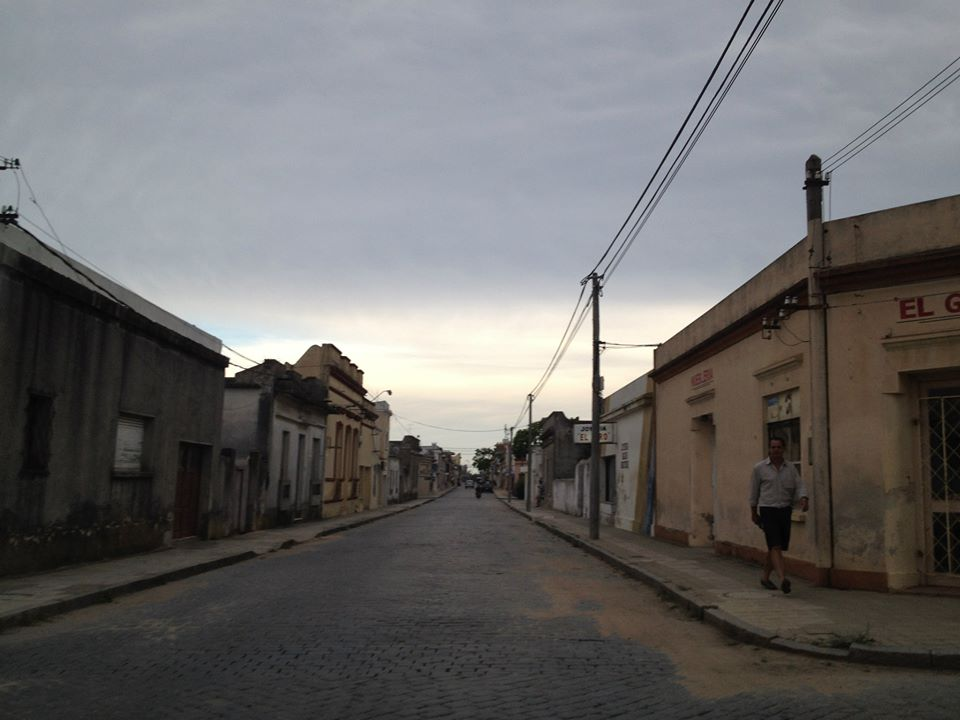
Calle en la ciudad.
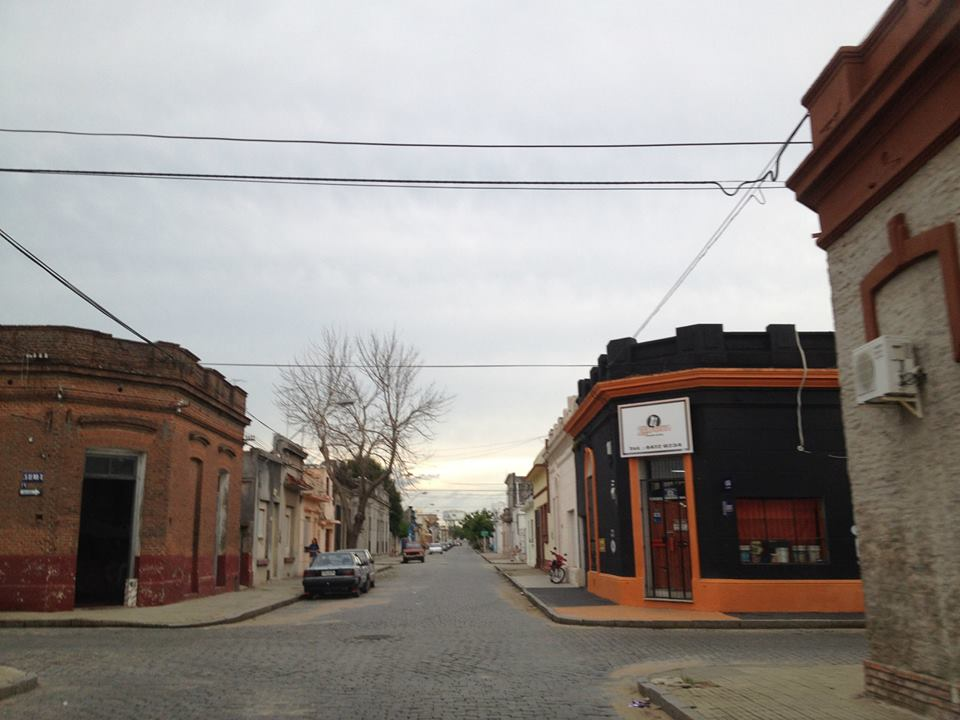
Calle en la ciudad.
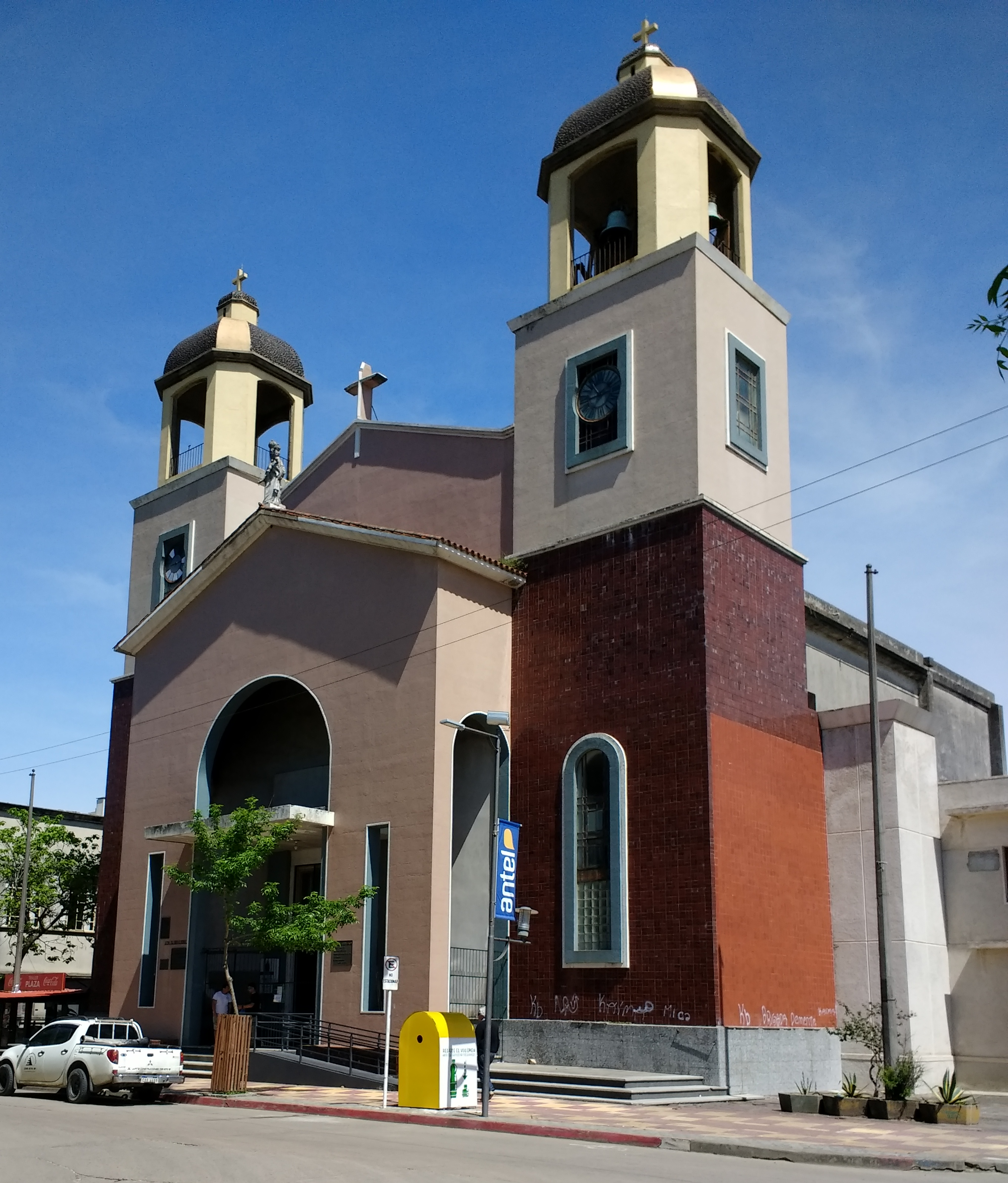
Iglesia Nuestra Señora de los Remedios, frente a la Plaza Independencia.
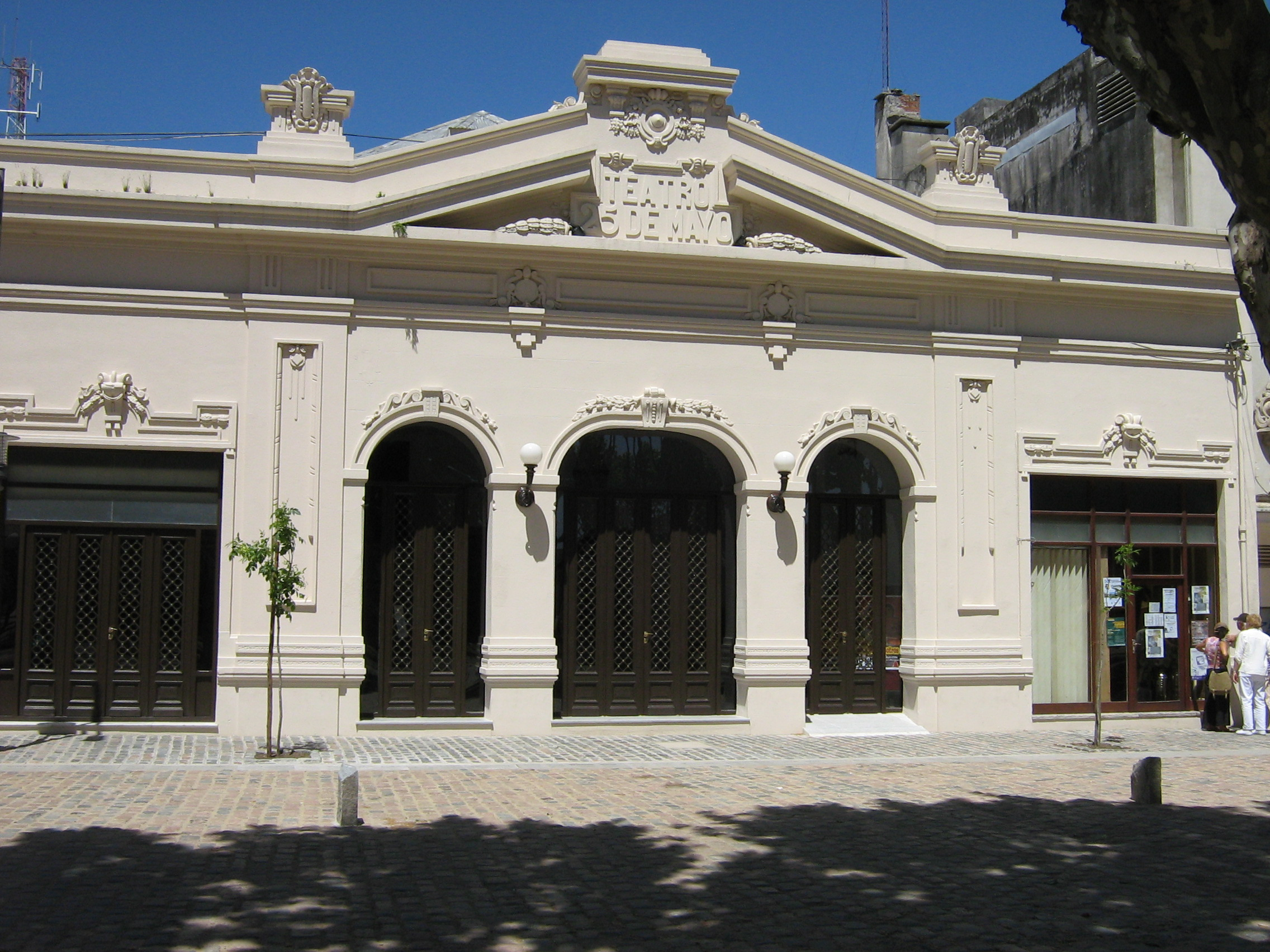
Teatro 25 de mayo.
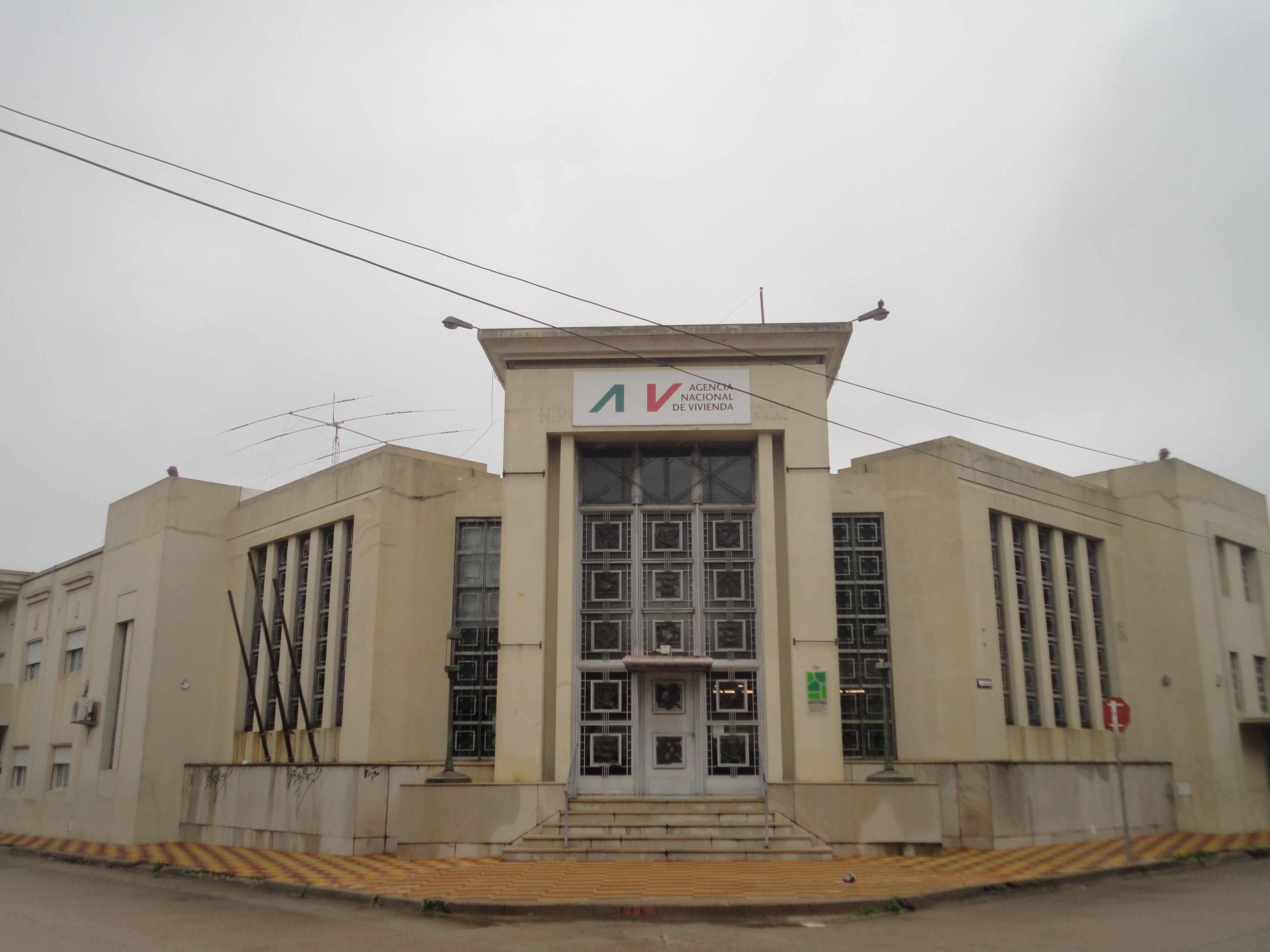
Ex Banco Hipotecario de Rocha.
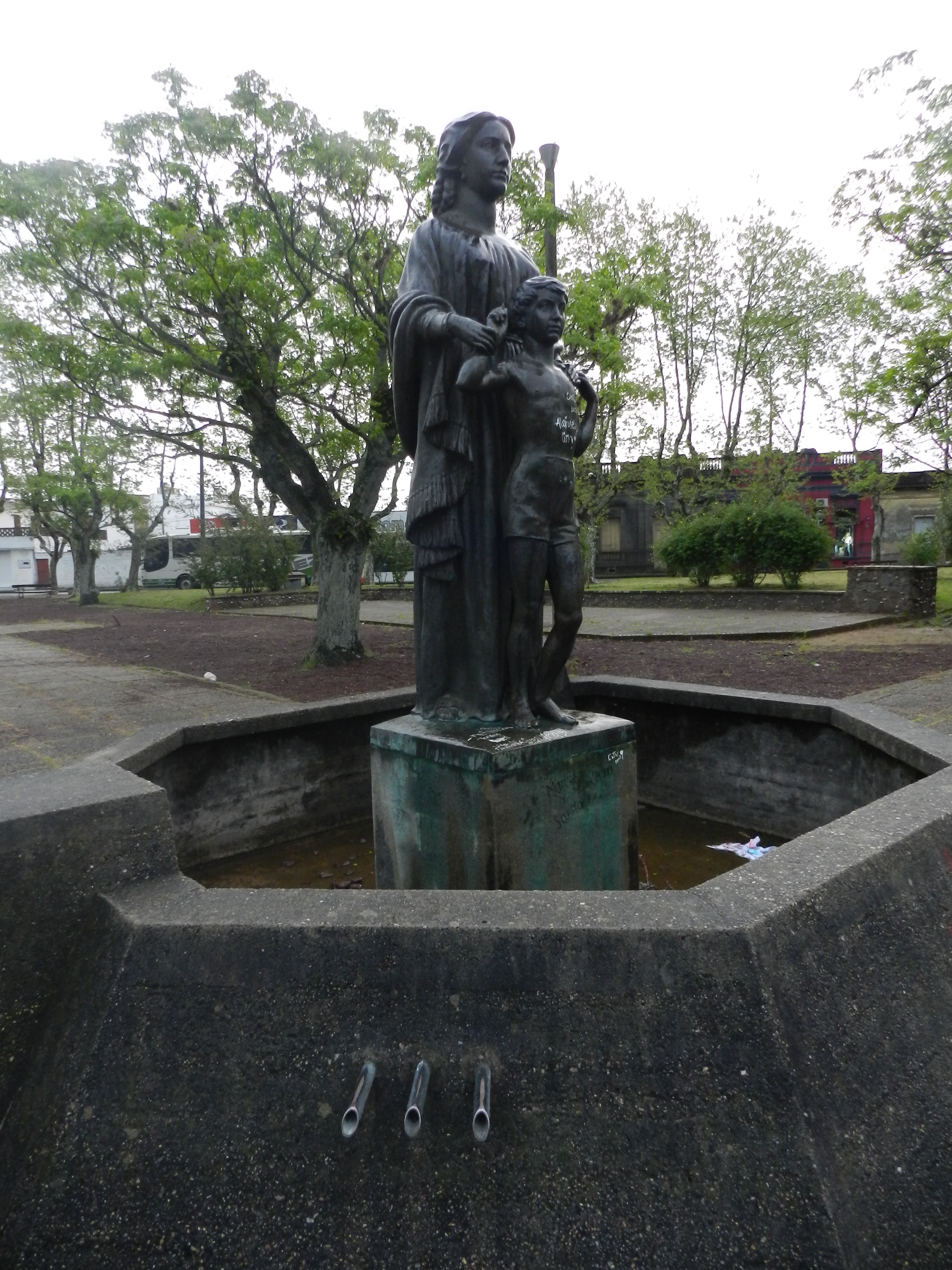
Monumento Madre e hijo.